# 科莱特·朱迪切利
科莱特·朱迪切利（法語：Colette Giudicelli，1943年11月24日—2020年9月24日），女，法国政治人物，参议院议员。人民運動聯盟成员。

## 生平
1989年至2009年，担任芒通市第一副市长。1994年当选滨海阿尔卑斯省议会议员。2004年任滨海阿尔卑斯省议会副主席。2008年当选法国参议院议员。2020年9月24日在芒通市的家中逝世。
她的丈夫让-克洛德·吉巴尔是芒通市长。